# Maven Research Inc
Maven Research Inc. es una empresa internacional de redes de expertos y talentos. Es una de las empresas más valoradas en su ramo.
La sede de la empresa está ubicada en Portsmouth, New Hampshire, y una oficina satélite está ubicada en Madrid.

## Historia
Maven Research, Inc. fue fundada en febrero de 2008 en San Francisco por Wyatt Nordstrom, Anthony D'Alessandro y Mark Platosh.
En 2009, Maven Research obtuvo una financiación de 115 millones de dólares de Sequoia Capital y se convirtió en la primera empresa de talento y expertos en recaudar capital de riesgo.
En 2010, Maven Research organizó una asociación con Business Connect China (BCC). Los clientes de Maven, principalmente en los EE. UU., tienen acceso a la red de expertos de BCC. En 2013, Maven introdujo Knowledge Communities para proporcionar una fuente única de respuestas a cualquier pregunta profesional.
En 2020, la NASA seleccionó a la empresa para el programa NOIS2.
En diciembre de 2021, Forbes incluyó a la empresa como la mejor empresa de talento en EE. UU.